# AFL Division 1 2025
Die AFL Division 1 2025 ist die 39. Spielzeit der zweithöchsten österreichischen Spielklasse der Männer im American Football.

## Teams
Die Division I besteht, wie bereits in der Vorsaison, aus zehn Mannschaften. Neu in der Liga sind die Mödling Rangers, die nach mehreren Jahren in der höchsten Spielklasse auf eigenen Wunsch abgestiegen sind. Weiters steigt mit den Vienna Vikings 2 der Sieger der letztjährigen Iron Bowl aus der Division 2 in die Liga auf. Nach einer sieglosen letzten Saison verlassen die Steelsharks Traun die Liga und treten dieses Jahr in der Division 2 an. Amstetten Thunder, die letztes Jahr noch die Play-offs erreichten, verlassen die Liga und müssen den Spielbetrieb einstellen.

Die Teams der Division I kämpfen in acht Wochen um insgesamt sechs Playoff-Plätze, es folgen eine Wildcard-Round für die Teams auf den Plätzen drei bis sechs, daraufhin zwei Semifinali und zum krönenden Abschluss die Silver Bowl.
- Hohenems Blue Devils
- Styrian Bears (Graz)
- Vienna Knights
- St. Pölten Invaders (Titelverteidiger)
- Carinthian Lions (Klagenfurt)
- Fehérvár Enthroners Football Academy (Székesfehérvár, Ungarn)
- Red Tigers (Wien)
- Styrian Reavers (Ragnitz)
- Mödling Rangers (Absteiger)
- AFC Vienna Vikings II (Aufsteiger)

## Grunddurchgang

### Spiele
|                       | INV   | BEA   | ENT   | KNI   | LIO   | RTI   | BLD   | REA   | RAN   | VIK   |
| --------------------- | ----- | ----- | ----- | ----- | ----- | ----- | ----- | ----- | ----- | ----- |
| St. Pölten Invaders   |       | 34:28 | –     | –     | 21:7  | 32:26 | 35:14 | –     | –     | –     |
| Styrian Bears         | –     |       | 37:0  | 20:14 | 27:21 | –     | –     | –     | 21:14 | –     |
| Fehérvár Enthroners   | 47:21 | –     |       | –     | –     | 7:14  | –     | 14:10 | –     | 20:28 |
| Vienna Knights        | 41:14 | –     | 28:7  |       | –     | –     | –     | –     | 25:29 | 9:18  |
| Carinthian Lions      | –     | –     | –     | 35:45 |       | 45:13 | 55:12 | 56:7  | –     | –     |
| Red Tigers            | –     | 7:28  | –     | –     | –     |       | 33:12 | 40:12 | –     | 21:42 |
| Cineplexx Blue Devils | –     | –     | 6:45  | 7:40  | –     | –     |       | 12:21 | 6:42  | –     |
| Styrian Reavers       | –     | 0:41  | –     | 0:24  | –     | –     | –     |       | 45:48 | 0:35  |
| Mödling Rangers       | 34:33 | –     | 28:21 | –     | 21:33 | 53:25 | –     | –     |       | –     |
| Vienna Vikings II     | 35:38 | 14:21 | –     | –     | 3:14  | –     | 55:12 | –     | –     |       |

### Tabelle
| Division 1 |                      |    |   |   |   |       |      |      |      |
|            | Team                 | Sp | S | U | N | SQ    | P35+ | P35− | Diff |
| 1          | Styrian Bears        | 8  | 7 | 0 | 1 | 0,875 | 215  | 104  | +111 |
| 2          | Mödling Rangers      | 8  | 6 | 0 | 2 | 0,750 | 278  | 209  | 0+69 |
| 3          | Vienna Knights       | 8  | 5 | 0 | 3 | 0,625 | 226  | 130  | 0+96 |
| 4          | Vienna Vikings II    | 8  | 5 | 0 | 3 | 0,625 | 222  | 135  | 0+87 |
| 5          | St. Pölten Invaders  | 8  | 5 | 0 | 3 | 0,625 | 228  | 232  | 00−4 |
| 6          | Carinthian Lions     | 8  | 5 | 0 | 3 | 0,625 | 244  | 149  | 0+95 |
| 7          | Red Tigers           | 8  | 3 | 0 | 5 | 0,375 | 179  | 231  | 0−52 |
| 8          | Fehérvár Enthroners  | 8  | 3 | 0 | 5 | 0,375 | 157  | 170  | 0−13 |
| 9          | Styrian Reavers      | 8  | 1 | 0 | 7 | 0,125 | 95   | 250  | −155 |
| 10         | Cineplex Blue Devils | 8  | 0 | 0 | 8 | 0,000 | 81   | 305  | −224 |

Legende: Sp = Spiele, S = Siege, U = Unentschieden, N = Niederlagen, SQ = Siegquote,
P35+= erzielte Punkte (max. 35 mehr als gegnerische), P35− = zugelassene Punkte (max. 35 mehr als eigene), Diff = Differenz
Bei gleicher SQ zweier Teams zählt der direkte Vergleich
 Play-offs,  Wildcard,  Relegation

### Play-offs
|  | Wildcard | Wildcard            | Wildcard |  |  | Play-offs | Play-offs         | Play-offs |  |   | Silverbowl    | Silverbowl      | Silverbowl |
|  |          |                     |          |  |  |           |                   |           |  |   |               |                 |            |
|  |          |                     |          |  |  | 1         | Styrian Bears     | 52        |  |   |               |                 |            |
|  | 4        | Vienna Vikings II   | 38       |  |  | 4         | Vienna Vikings II | 21        |  |   |               |                 |            |
|  | 5        | St. Pölten Invaders | 14       |  |  |           |                   |           |  | 1 | Styrian Bears | 14              |            |
|  |          |                     |          |  |  |           |                   |           |  |   | 2             | Mödling Rangers | 21         |
|  |          |                     |          |  |  | 2         | Mödling Rangers   | 32        |  |   |               |                 |            |
|  | 3        | Vienna Knights      | 21       |  |  | 3         | Vienna Knights    | 27        |  |   |               |                 |            |
|  | 6        | Carinthian Lions    | 20       |  |  |           |                   |           |  |   |               |                 |            |

## Niederklassigere Ligen

### Division Two
In der Division II stehen heuer zwölf Teams verteilt auf zwei Conferences am Start. Nach der Regular Season bestreiten die jeweils zwei besten Teams der Conferences die Semifinal-Spiele, hier treffen der Erstplatzierte der Conference A auf den Zweitplatzierten der Conference B und umgekehrt. Diese vier Teams kämpfen um die Teilnahme an der Iron Bowl.

#### Teams
Conference A
- Upper Styrian Rhinos (Oberaich)
- Gladiators Ried
- Huskies Wels
- Schwaz Hammers
- Telfs Patriots (Absteiger)
- Steelsharks Traun (Absteiger)

Conference B
- Carnuntum Legionaries (Schwadorf)
- Weinviertel Spartans (Mistelbach)
- AFC Blue Hawks (Schönfeld (Gemeinde Neulengbach))
- Ebenfurth Mustangs
- Danube Dragons 2 (Wien)
- AFC Grizzlies (Stockerau, Aufsteiger)

### Division Three
Die Division III besteht 2025 aus neun Mannschaften. Mit den AFC Grizzlies ist der Meister der letzten Saison aufgestiegen, gleichzeitig steigen die Gmunden Rams auf der Division 2 ab. Die Styrian Hurricanes gehen eine Spielgemeinschaft mit den Murtal Bulls ein. Neu dabei sind ebenfalls die Woodquarter Wolves die ihre erste Saison bestreiten werden. 
Nach neun Regular-Season-Wochen greifen die besten vier Teams im Semifinale an und duellieren sich um die zwei Spots in der Challenge Bowl.

#### Teams
- Pannonia Eagles (Baumgarten)
- Blackvalley Wild (Gloggnitz)
- Steyr Predators
- Mostviertel Bastards (Ybbs)
- Swarco Raiders Tirol Division Team (Innsbruck)
- Goldwörth Raccoons
- Styrian Hurricanes/Murtal Bulls (Voitsberg, Knittelfeld)
- Gmunden Rams (Absteiger) 1
- Woodquarter Wolves (Thaya (Niederösterreich), neu)